# Alicia Pizzimbono
Alicia Pizzimbono de Nicola (sinh năm 1930, tại thủ đô Buenos Aires) là Đệ nhất phu nhân của Ecuador.

## Tiểu sử
Alicia Pizzimbono de Nicola được sinh ra vào năm 1930 ở Argentina vốn Buenos Aires. Cô gặp Alfredo Poveda vào năm 1949 khi anh còn là học giả của Río Santiago Naval School và cưới anh ta vào ngày 21 tháng 12 năm 1950. Hai ngày sau, Poveda tốt nghiệp làm trung úy và đưa Pizzimbono cùng anh ta trở về Ecuador, nơi hai cô con gái của họ chào đời.

### Đệ nhất phu nhân Ecuador
Vào ngày 11 tháng 1 năm 1976, Lực lượng Vũ trang Ecuador đã buộc phải từ chức của nhà độc tài quân sự Guillermo Rodríguez. Poveda, cùng với người đứng đầu Quân đội và Không quân Guillermo Durán Arcentales và Luis Leoro Franco thành lập Supreme Council of Government, sẽ cai trị đất nước cho đến năm 1979.
Vào ngày 8 tháng 10 năm 1976, Pizzimbono đã tới Kiel, Đức để dự lễ ra mắt tàu ngầm đầu tiên của tàu ngầm BAE Shyri, được đặt theo tên của mẹ đỡ đầu của Đệ nhất phu nhân.

## Trích dẫn
1. ↑  Sánchez Bravo, Mariano (ngày 4 tháng 10 năm 2015). “Almirante Alfredo Poveda y el retorno a la democracia”. Diario Expreso (bằng tiếng Tây Ban Nha). Truy cập ngày 19 tháng 6 năm 2018.
2. ↑  Sánchez Bravo, Marino. “40 años de patrullaje submarino”. Diario Expreso (bằng tiếng Tây Ban Nha). Truy cập ngày 19 tháng 6 năm 2018.